# Kalle Mathiesen
Kalle Mathiesen er en musikant, der er kendt for sit anderledes enmandsorkester med sækkevogns-trommesæt og sær spillestil. Han kommer oprindelig fra den lille by Rødding

## Uddannelse
Kalle Mathiesen har gået på Konservatorium KBH og er uddannet trommeslager ved Rytmisk Musikkonservatorium. 

## Shows
- Brødrene Damp (Kalle Mathiesen, Oeyvind Ougaard og Søren Rislund )[1]
- Lars Hjortshøj - My Danish Collection(2013)

## Soloshow
- Kalles World Tour(2011) [2]

## TV
- Kalles Danmarkstour på Ramasjang (12 episoder)
- So ein Ding (sæsonafslutning - 2011 og 2012)
- Til middag hos... (19 episode sæson 1)[3]

## CD
- Kalles World Tour - Nu
- Kalles World Tour - Start
- Jess Ingerslev - Voksevaerk
- Mary - In the head of a dreamer
- MegetMeget
- Kalles World Tour Live CD
- Kalles World Tour Live DVD
- Soundpressure
- Kalles World Tour El baterista loco
- Less is more (2020)

Mange af disse CD kan ikke købs gennem almindelig kilder, da der ofte ikke er et pladeselskab 